# Thomas Ulsrud
Thomas Ulsrud, född 21 oktober 1971 i Oslo, död 24 maj 2022 i Oslo, var en norsk curlingspelare.
Han tog OS-silver i herrarnas curlingturnering i samband med de olympiska curlingtävlingarna 2010 i Vancouver.